# Île Hovgaard
Pour les articles homonymes, voir Îles Hovgaard et Île Hovgaard (Groenland).
L'île Hovgaard est une île de 4,8 km de long, situé à 2,4 km au sud-ouest de l'île Booth dans l'archipel Wilhelm au large de la péninsule Antarctique.
Elle avait été initialement nommée « île Krogmann » par l'expédition allemande menée par Eduard Dallmann de 1873-1874 qui l'avait découverte, mais le nom Hovgaard, donnée en l'honneur de l'explorateur Andreas Peter Hovgaard, par l'Expédition Antarctique belge de 1897-1899, menée par Adrien de Gerlache de Gomery, l'a supplanté à l'usage. Le nom de « Krogmann Point » a été donné à l'extrémité occidentale de l'île.